# Rychlostní silnice S4 (Rakousko)
Rychlostní silnice S4 (německy Schnellstraße S4, Mattersburger Schnellstraße) je rychlostní silnice v Rakousku ve spolkových zemích Burgenland a Dolní Rakousko, která spojuje dálnici A2 u Vídeňského Nového Města a rychlostní silnici S31 nedaleko města Mattersburg. V současnosti se plánuje směrové rozdělení jízdních pruhů. Délka rychlostní silnice je 16,94 km.

## Objekty na trase
- Km 2 Neudorfl
- Km 4 bad Sauerbrunn
- Km 9 Siegles
- Km 15 Knoten Mattersbrunn
- Km 16 konec rychlostní silnice s4

## Historie
- 19. prosinec 1964 – v polovičním profilu otevřen úsek Křižovatka Wiener Neustadt – Wiener Neustadt-jih (1,4 km)
- 5. červenec 1975 – zmíněný úsek ve Vídeňském Novém Městě (Wiener Neustadt) byl kompletně zprovozněn
- 1. duben 1983 – otevření úseku Sigleß - Mattersburg (2,368 km)
- 13. září 1985 – otevření úseku Wiener Neustadt-juh - Bad Sauerbrunn
- 3. listopad 1986 – rychlostní silnice byla kompletně dokončena otevřením posledního úseku Bad Sauerbrunn – Sigleß